# Tasiocera semiermis
Tasiocera semiermis là một loài ruồi trong họ Limoniidae. Chúng phân bố ở miền Australasia.